# Fintis
Fintis (in greco antico: Φίντυς?, Fintys; Crotone, ... – Crotone, ...; fl. VI secolo a.C.) è stata una filosofa greca antica della scuola pitagorica.

## Biografia
Annoverata come la discepola più devota alla figura di Pitagora, fu considerata una delle prime filosofe del suo tempo. «Fintis tenne vita nei tempi Pitagorici e fu, per la profonda sua dottrina , annoverato [sic] nello stuolo degl' insigni filosofi e moralisti di quei tempi.»  «Questa donna celebre» scrisse il  De temperantia mulierum 